# 399565 Dévényanna
399565 Dévényanna è un asteroide della fascia principale. Scoperto nel 2003, presenta un'orbita caratterizzata da un semiasse maggiore pari a 2,4138751 au e da un'eccentricità di 0,1418348, inclinata di 6,39217° rispetto all'eclittica.